# Lovrin
Lovrin là một xã thuộc hạt Timiș, România. Dân số thời điểm năm 2002 là 8945 người.